# Zone mortelle (film)
Pour plus de détails, voir Fiche technique et Distribution.
Zone mortelle (Riders of the Deadline) est un western américain en noir et blanc réalisé par Lesley Selander, sorti en 1943.

## Fiche technique
- Titre : Riders of the Deadline
- Réalisation : Lesley Selander
- Scénario : Bennett Cohen d'après le personnage de Clarence Mulford
- Photographie : Russell Harlan
- Montage :	Walter Hannemann, Carroll Lewis
- Musique : Paul Sawtell
- Société de production : United Artists
- Pays : États-Unis
- Format : noir et blanc - 1,37:1 - Son : Mono (Western Electric Mirrophonic Recording)
- Genre : Action et western
- Durée : 68 min[1]
- Dates de sortie : 
  - États-Unis : 3 décembre 1943
  - France : 25 août 1950

## Distribution
- William Boyd : Hopalong Cassidy
- Andy Clyde : California Carson
- Jimmy Rogers : Jimmy Rogers
- Frances Woodward : Sue Mason
- Robert Mitchum : Nick Drago
- Richard Crane : Tim Mason
- Anthony Warde : Gunner Madigan
- William Halligan : Banker Simon Crandall
- Hugh Prosser : shériff Gilcrest
- Herbert Rawlinson : Ranger Captain Jennings
- Jack Rockwell : Tex
- Earle Hodgins : Sourdough
- Montie Montana : Ranger Private Calhoun